# اتحاد سريلانكا لكرة القدم
تأسس الاتحاد السريلانكي لكرة القدم في عام 1939م وانضم إلى الاتحاد الدولي لكرة القدم في 1950م وانضم إلى الاتحاد الآسيوي لكرة القدم في 1969م.